# Vive l'Anjou
 (novembre 2017).
Si vous disposez d'ouvrages ou d'articles de référence ou si vous connaissez des sites web de qualité traitant du thème abordé ici, merci de compléter l'article en donnant les références utiles à sa vérifiabilité et en les liant à la section « Notes et références ».

Vive l'Anjou est une chanson populaire angevine créée par Anatole-Joseph Verrier en 1908 à partir d'un air traditionnel, qui décrit une des principales richesses de l'Anjou : son vin.
Elle a eu valeur, dans le courant du XXe siècle, d'hymne régional pour de nombreux Angevins et a été enregistré à plusieurs reprises dans cet esprit, notamment par Aimé Doniat ou par la compagnie Marc-Leclerc au début des années 1960.
Elle continue encore d'être chantée aujourd'hui à certaines occasions.

## Texte
Vive l'Anjou ! Lorsque le soleil dore
Sur tes coteaux du pampre rougissant
Le sang,
Un gai sourire en mon cœur vient éclore :
Le noir chagrin
Fuit l'azur de mon ciel serein.
Refrain
Oui, boira qui voudra
Le cidre ou bien la bière ;
Sans rival dans mon verre
Ton vin pétillera.
Chantons ! Le vent, de sa légère haleine,
Emporte au loin par les prés et les bois
Nos voix ;
Nos gais refrains s'envolent dans la plaine,
Dans les buissons
Les nids écoutent nos chansons.
Refrain
Vive l'Anjou ! Quand je vois dans mon verre
En scintillant la mousse pétiller,
Briller,
Ne suis-je pas le maître de la terre ?
Oui, sur ma foi,
Je me crois plus heureux qu'un roi.
Refrain
Blonde liqueur, tu verses l'espérance
Aux malheureux que le sort jour et nuit
Poursuit ;
Au pauvre l'or, au faible la puissance :
Devant nos yeux
L'avenir s'ouvre radieux.
Refrain
Salut, pays des joyeuses vendanges,
De la gaieté, des chansons et des fleurs,
Nos chœurs
Célébreront à jamais tes louanges ;
Toujours les vins,
Seront l'honneur de nos festins.
Refrain
Anjou, salut ! Salut, douce lumière :
Salut, vallons, ruisseaux qui, par les prés,
Courez ;
Anjou, salut ! A mon heure dernière
Je veux bénir
Encor ton charmant souvenir.
Refrain